# Oniticellus cinctus
Oniticellus cinctus är en skalbaggsart som beskrevs av Fabricius 1775. Oniticellus cinctus ingår i släktet Oniticellus och familjen bladhorningar. Inga underarter finns listade i Catalogue of Life.

## Bildgalleri

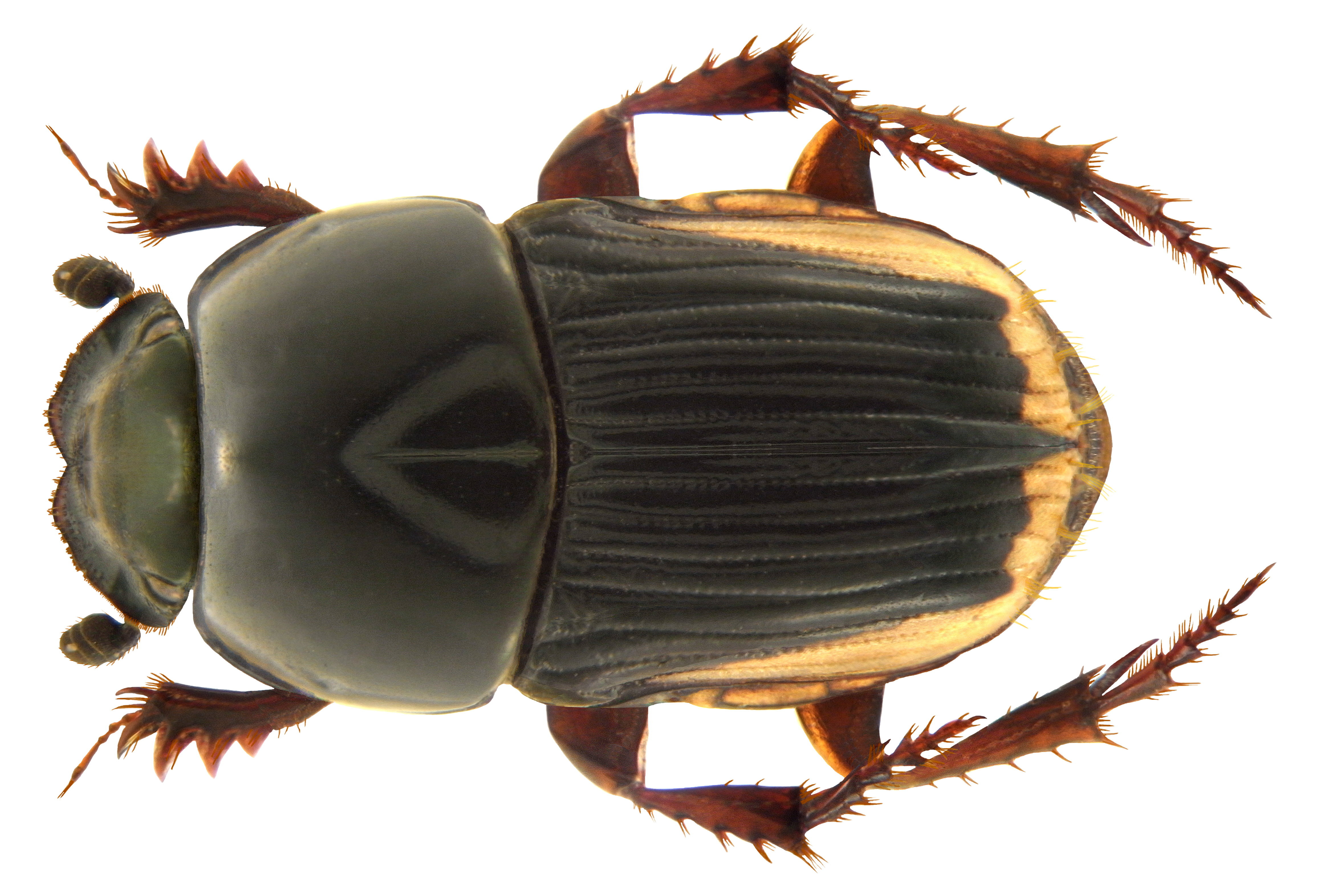